# John Payne (skådespelare)
John Payne, född 23 maj 1912 i Roanoke, Virginia, död 6 december 1989 i Malibu, Kalifornien, var en amerikansk skådespelare. 
En av John Paynes mest uppmärksammade filmroller är en av huvudrollerna i julfilmen Det hände i New York 1947. Han spelade också i ett flertal westernfilmer, samt hade huvudrollen i westernserien The Restless Gun på 1950-talet.
Payne har två stjärnor på Hollywood Walk of Fame, en för film vid 6125 Hollywood Blvd. och en för TV vid 6687 Hollywood Blvd.

## Filmografi i urval
- 1939 – Sensation på racerbanan
- 1941 – En kvinna minns...
- 1942 – Rosita dansar och ler
- 1942 – Iceland
- 1943 – Hallå, Frisco!
- 1945 – Dolly Sisters
- 1946 – Den vassa eggen
- 1947 – Det hände i New York
- 1948 – Män utan heder
- 1952 – 4 maskerade män
- 1954 – Stad i panik
- 1955 – Den vilda staden
- 1955 – Duell i Denver